# Vor Sonnenuntergang (1956)
Vor Sonnenuntergang ist ein deutscher Spielfilm aus dem Jahre 1956 nach dem gleichnamigen Schauspiel von Gerhart Hauptmann. Unter der Regie von Gottfried Reinhardt spielt Hans Albers die Hauptrolle.

## Handlung
Geheimrat Matthias Clausen ist ein vereinsamter, alter Mann. Er hat soeben seinen 70. Geburtstag gefeiert und ist mit Ehrungen bedacht worden. Doch Clausen, Großindustrieller und Seniorchef eines Chemiekonzerns, fühlt sich in seiner Familie von egoistischen „Aasgeiern“ umringt, die alle nur so rasch wie möglich an das demnächst zu erwartende Erbe wollen und ihm mit Falschheit und Verlogenheit begegnen. Allen voran dem angeheirateten Firmenleiter Erich Klamroth, Ehemann seiner Tochter Ottilie, und Wolfgang Clausen misstraut der Alte zutiefst. Lediglich der junge und ihm gegenüber offen und uneigennützig auftretende Egbert ist eine löbliche Ausnahme. Da begegnet Mathias kurz vor seinem endgültigen Sonnenuntergang des Lebens noch einmal die große Liebe in Gestalt der jungen, frischen Inken Peters. Sie ist ganz ohne Falschheit und nimmt ihn so, wie er ist. Der alte Clausen stellt Inken daraufhin als seine Privatsekretärin ein und löst damit ein mittleres Familienerdbeben aus.
Denn nun zeigen die Clausens und Klamroths ihre wahren Gesichter. Man ist empört, dass der alte Mann offensichtlich noch einmal auf Freiersfüßen zu wandeln gedenkt. Dies würde in seinem bald zu erwartenden Todesfalle bedeuten, dass das große Erbe an ihnen vorbeigehen könnte. Bald hat, von Egbert abgesehen, eine Phalanx von familiären Gegnern ihn umringt. Um nicht ausgebootet zu werden, entscheidet der restliche Familienclan, den Alten entmündigen zu lassen und beschuldigt überdies Inken Peters, eine Erbschleicherin zu sein. Die junge Frau ist über diesen ungeheuerlichen Anwurf weit weniger erbost als Matthias Clausen, der sich derart darüber erregt, dass seine eh schon angeschlagene Gesundheit weiter Schaden nimmt. Inken fleht Clausen an, mit ihm diese Brutstätte von Neid und Gier augenblicklich zu verlassen.
Nach einem Schwächeanfall, den Matthias Clausen jedoch vorerst überlebt, unterzeichnet er später die durch Inken verwahrten Aufzeichnungen, die er im Hotelzimmer in Frankfurt hat aufnehmen lassen und die ihm nun von ihr in Reinschrift zur Unterschrift vorgelegt werden und somit seinen letzten Willen dokumentieren.

## Produktionsnotizen
Die Dreharbeiten zu Vor Sonnenuntergang begannen am 20. Januar 1956 und endeten am 30. März desselben Jahres. Außendrehs fanden in St. Moritz und Wien statt, die Atelieraufnahmen entstanden in den CCC-Filmstudios von Berlin-Spandau. Die Uraufführung war am 26. Juni 1956 im Rahmen der Berlinale. Kinomassenstart war der 6. Juli 1956. Die österreichische Erstaufführung erfolgte am 21. August 1956. Am 2. Juli 1989 wurde Vor Sonnenuntergang mit der Ausstrahlung im ZDF erstmals im Fernsehen gezeigt.
Die Bauten stammen von Rolf Zehetbauer und Peter Röhrig, die Kostüme entwarf Maria Brauner. Otto Meyer assistierte Regisseur Reinhardt, Klaus Werner war Kameraassistent unter Chefkameramann Kurt Hasse. Wilhelm Sperber hatte die Produktionsleitung.
Während Hauptdarsteller Albers von Anbeginn als gesetzt galt, gab es für die anderen Rollen im Planungsstadium dieses Films eine Fülle von Schauspieler-Alternativen. So weisen CCC-Unterlagen von 1955 allein für den Part der Inken (der später an Annemarie Düringer ging) fünf Besetzungsvorschläge auf: Marianne Koch, Gertrud Kückelmann, Ruth Niehaus, Ulla Jacobsen und Sonja Sutter. Später war auch kurzzeitig Maria Schell im Gespräch.
Für den Hollywood-Heimkehrer Gottfried Reinhardt war Vor Sonnenuntergang der erste deutsche Film. Derselbe Stoff wurde bereits 1936/37 mit NS-tendenziöser Ausrichtung unter dem Titel Der Herrscher mit Emil Jannings in der Albers-Rolle von Veit Harlan erstverfilmt.

## Auszeichnungen
- In der Publikumsabstimmung erhielt der Film 1956 auf der Berlinale den Goldenen Bären zuerkannt.[3]

- Für ihre darstellerischen Leistungen waren ebendort Hans Albers, Annemarie Düringer und Claus Biederstaedt für den Silbernen Bären nominiert.

- Vor Sonnenuntergang gewann, zusammen mit vier weiteren Filmen, 1957 den Golden Globe.

## Kritiken
„Bei dieser recht öligen, aber effektsicheren Gerhart-Hauptmann-Verfilmung (Regie: Gottfried Reinhardt) wurde der Titel des Dramas besonders genau genommen: Sonnenuntergänge im Gebirge und auch in der Ebene leuchten das späte Liebesglück des Industrie-Herrschers Mathias Clausen allzu symbolbeflissen aus. Aber die selbstlose Neigung des jungen Mädchens zu einem vermögenden Greis - ein heikler Wunschtraum des 70jährigen Hauptmann - wurde dank der Besetzung zum natürlichsten Ereignis. Annemarie Düringer als Inken Peters hat das Zartverschrobene, das auch die sonderbarste Liaison erklärt. Hans Albers, der den Clausen spielt, ist auch als hochbetagter Todeskandidat so stattlich und gewinnend wie je.“

„Diesmal von weltanschaulicher Tendenz befreit und dem Vorwurf ähnlicher, mit Albers, der in Charakterpartien eindringlicher denn als Liebhaber, umgeben von ausgewählten Gegenspieler. Unter maßvoller Verwendung des Dichterwortes gediegen aufgemacht.“

„Mit Stirnrunzeln verfolgt nicht nur die Kritik, wie Gerhart Hauptmanns Bühnendramen zu Filmen ausgeschlachtet werden. „Die Ratten“, „Vor Sonnenuntergang“, „Fuhrmann Henschel“ sind an uns vorbeigezogen. „Rose Bernd“ wird folgen. Manches – zum Beispiel Hans Albers als Geheimrat Clausen – hat dem Publikum, dem Filmpublikum, gefallen. Aber die Kritik –: immer tadelt sie, daß ein Stoff nicht maßstabgetreu von der einen in die andere Gattung übertragen, daß Schindluder mit Rang und Namen eines Dichters getrieben wird.“

„Der gleiche Stoff war schon mit Emil Jannings in der Rolle des Geheimrats in der Nazizeit verfilmt worden. Während man damals besonders das „Führerprinzip“ betonte, wurde in der Neufassung nur die rein menschliche Seite des Konflikts beachtet. In diesem Film spielte Hans Albers eine große Charakterrolle im „Altersfach“.“

„Mit zwei zu sehr in Sentimentalität abrutschende Remakes zweier Emil-Jannings-Klassiker, „Der letzte Mann“ und „Vor Sonnenuntergang“, bewies sich Albers als respektabler Charakterdarsteller.“

„In die 50er Jahre verlegte Verfilmung von Hauptmanns Bühnenstück, konventionell und mit theatralischen Stilmitteln inszeniert. In der Charakterzeichnung wenig differenziert, ist der symbolbeladene Film allenfalls im Schauspielerischen beachtlich, obschon auch dort streckenweise aufgesetzte Bedeutungsschwere vorherrscht.“